# Fokker F.XXXVI
Fokker F.XXXVI byl nizozemský čtyřmotorový dopravní letoun vzniklý v jednom exempláři v 30. letech 20. století u společnosti Fokker. Jednalo se o největší dopravní letoun navržený a vyrobený touto firmou až do roku 1986, kdy vznikl Fokker 100, překonávající jej délkou trupu i rozpětím křídel.

## Vývoj
Fokker F.XXXVI, imatrikulace PH-AJA, poprvé vzlétl 22. června 1934. Šlo o hornoplošník se samonosným křídlem a pevným podvozkem záďového typu. Pro společnost Fokker tradiční konstrukce byla tvořena dřevěnými křídly a trupem svařeným z ocelových trubek, potažených plátnem. Pohon zajišťovaly čtyři hvězdicové motory Wright Cyclone instalované v náběžné hraně křídla, a letoun nesl čtyři členy osádky a, ve čtyřech osmimístných kabinách, třicet dva cestující. Tehdy nezvyklým prvkem byl důraz kladený konstruktéry na zvukovou izolaci přepravního prostoru, která umožňovala pasažérům po startu běžnou konverzaci bez zvyšování hlasu.
Letoun byl předán společnosti KLM, která jej od března 1935 provozovala na evropských trasách. Stroj měl značnou nosnost, ale jeho dolet nebyl považován za dostatečný, a konstrukce byla strukturálně méně vyhovující ve srovnání s novými Douglasy DC-2 a DC-3, jejichž celokovové draky byly méně náročné na provozní údržbu, takže zůstalo pouze u jednoho vyrobeného kusu. Ten byl KLM v roce 1939 prodán britské společnosti Scottish Aviation, která jej používala k výcviku navigátorů a dalších příslušníků leteckých osádek v rámci letecké školy No.12 Elementary Flying Training School, jejíž provoz pro Royal Air Force firma zajišťovala. Stroj byl odepsán v roce 1940, poté co vyhořel během startu.
Britská společnost Airspeed Ltd. získala licenční práva k typu, který chtěla pro britský trh vyrábět pod označením Airspeed AS.20, ale nepodařilo se jí získat žádnou objednávku.

## Uživatelé

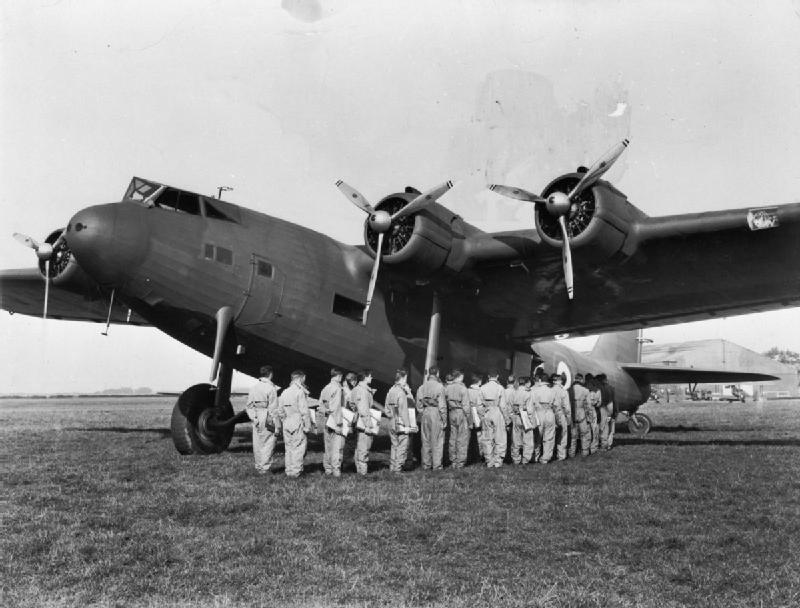
F.XXXVI užívaný k výcviku navigátorů RAF

### Civilní
- Nizozemsko
  - KLM
- Spojené království
  - Scottish Aviation

### Vojenští
- Spojené království
  - Royal Air Force (provoz zajišťován firmou Scottish Aviation)

## Specifikace

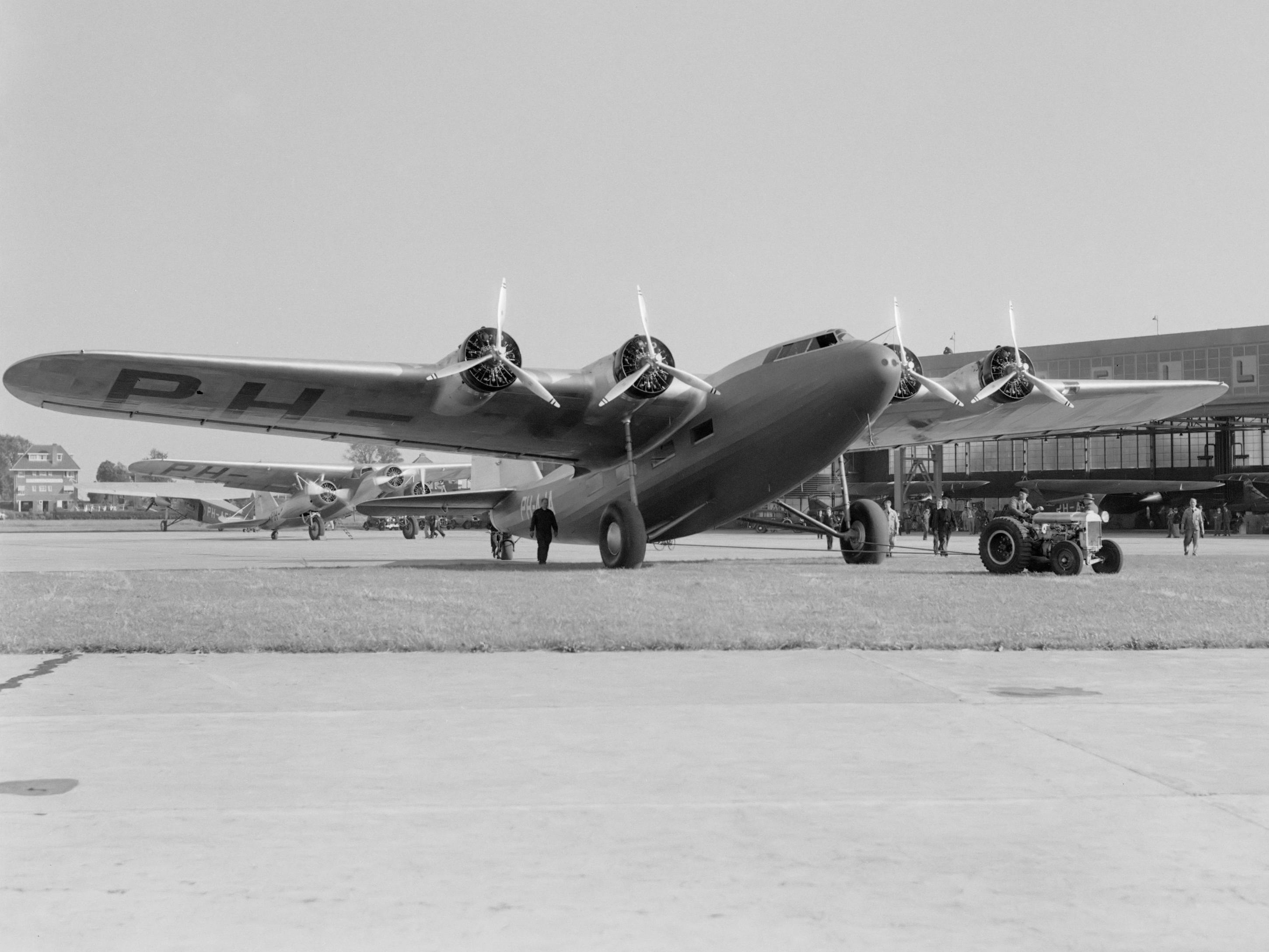
Fokker F.XXXVI v roce 1934

Údaje podle

### Technické údaje
- Osádka:  4
- Kapacita: 32 cestujících
- Rozpětí křídel: 33,00 m
- Délka: 24,00 m
- Výška: 8,30 m
- Plocha křídel:  172 m²
- Prázdná hmotnost:  10 300 kg
- Maximální vzletová hmotnost: 16 500 kg
- Pohonná jednotka: 4 × vzduchem chlazený devítiválcový hvězdicový motor Wright SGR-1820-F2 Cyclone
- Výkon pohonné jednotky: 750 hp (560 kW)

### Výkony
- Cestovní rychlost: 280 km/h
- Dolet: 1 536 km